# Walter Rütt
Walter Rütt (12 de septiembre de 1883-23 de junio de 1964) fue un deportista alemán que compitió en ciclismo en la modalidad de pista. Ganó tres medallas en el Campeonato Mundial de Ciclismo en Pista entre los años 1907 y 1913.

## Medallero internacional
| Campeonato Mundial | Campeonato Mundial     | Campeonato Mundial | Campeonato Mundial       |
| Año                | Lugar                  | Medalla            | Competición              |
| ------------------ | ---------------------- | ------------------ | ------------------------ |
| 1907               | París (Francia)        | Medalla de bronce  | Velocidad individual (P) |
| 1909               | Copenhague (Dinamarca) | Medalla de bronce  | Velocidad individual (P) |
| 1913               | Leipzig (Alemania)     | Medalla de oro     | Velocidad individual (P) |

## Palmarés
- 1904
  - 1.º en el Gran Premio de la UVF
- 1907
  - 1.º en los Seis días de Nueva York (con John Stol)
  - 1.º en el Gran Premio de la UCI
- 1908
  - 1.º en el Gran Premio de Reims
- 1909
  - 1.º en los Seis días de Nueva York (con Jack Clark)
  - 1.º en el Gran Premio de la UVF
- 1910
  - Campeón de Alemania en velocidad 
  - 1.º en los Seis días de Berlín (con Jack Clark)
- 1911
  - Campeón de Europa de Velocidad
  - 1.º en los Seis días de Berlín (con John Stol)
  - 1.º en los Seis días de Frankfurt (con John Stol)
- 1912
  - 1.º en los Seis días de Nueva York (con Joe Fogler)
  - 1.º en los Seis días de Berlín 1 (con John Stol)
  - 1.º en los Seis días de Berlín 2 (con John Stol)
- 1913
  - Campeón del mundo de velocidad 
  - 1.º en el Gran Premio de París de velocidad
- 1919
  - Campeón de Alemania en velocidad
- 1920
  - Campeón de Alemania en velocidad
- 1923
  - Campeón de Alemania en velocidad
- 1925
  - 1.º en los Seis días de Berlín (con Emile Aerts)